# Astragalus pseudopendulinus
Astragalus pseudopendulinus är en ärtväxtart som beskrevs av Sirj. och Karl Heinz Rechinger. Astragalus pseudopendulinus ingår i släktet vedlar, och familjen ärtväxter. Inga underarter finns listade i Catalogue of Life.